# محمد كامل ليلة
محمد كامل ليلة (30 يناير 1923 - 30 أغسطس 1987)، رئيس مجلس الشعب المصري من عام 1983 حتى وفاته بعام 1987.

## عن حياته
حصل على ليسانس الحقوق من جامعة القاهرة عام 1945، ثم على دبلوم الدراسات العليا في القانون العام ودبلوم الاقتصاد السياسي من جامعة القاهرة. كما حصل على الدكتوراه من كلية الحقوق بجامعة سوربون فرنسا عام 1951 ومن كلية الحقوق جامعة القاهرة عام 1952.
بدأ حياته معاونًا للنيابة في مدينة الأقصر، ثم مساعدًا للنيابة في الزقازيق، ثم وكيلًا لنيابة فاقوس. وعلى الصعيد الأكاديمي تدرج في سلك هيئة التدريس بكلية الحقوق جامعة عين شمس حتى عين أستاذًا للقانون الدستوري. وفي عام 1971 عين وكيلًا لكلية الحقوق جامعة عين شمس.
في 27 مارس 1973 تولى منصب وزير التعليم العالي.
وخلال مسيرته تولى عددًا من
- رئيس جامعتي بيروت العربية وعين شمس.
- عضو المجمع اللغوي.
- عضو أكاديمية البحث العلمي والتكنولوجيا.
- عضو المجلس الأعلى للأكاديمية الطبية العسكرية.
- عضو المجلس الأعلى للصحافة.
- عضوالجمعية العمومية لهيئة الإذاعة والتلفزيون.
- عضو المجلس الأعلى للشئون الإسلامية.
- مستشار المجلس القومي للتعليم والبحث العلمي والتكنولوجيا.

### في السياسة
كان عضوًا في اللجنة التأسيسية للحزب الوطني الديمقراطي، وعضو الأمانة العامة به. كما أصبح أمينًا للحزب بمحافظة الدقهلية. كما رأس مجموعة الحزب البرلمانية.
في عام 1979 انتخب عضوًا في مجلس الشعب عن دائرة طلخا بالدقهلية وذلك لدورتين متتاليتين، وخلال تلك الفترة رأس لجنة التعليم والبحث العلمي واللجنة الدستورية والتشريعية في المجلس. وفي 5 نوفمبر 1983 انتخب بالإجماع رئيسًا لمجلس الشعب، ليخلف الدكتور صوفي أبو طالب بالمنصب.

### من مؤلفاته وأبحاثه
من أهم المؤلفات والأبحاث:
- النظم السياسية.
- القانون الدستوري.
- الرقابة على أعمال الإدارة (القضاء الإداري).
- مبادئ القانون الإداري.
- المجتمع العربي.
- القومية العربية.
- التربية القومية.

### تكريمات
حصل على العديد من الأوسمة والتكريمات خلال حياته، منها:
- دكتوراه شرفيه في العلوم السياسية من «جامعة هيوستن».
- وشاح النيل من الرئيس محمد حسني مبارك.
- وسام الجمهورية من الطبقة الأولى من الرئيس محمد أنور السادات.
- وسام النيليين من الرئيس السوداني جعفر النميري.
- وسام الكمال من الطبقة الأولى من الرئيس اللبناني إلياس سركيس.
- وسام فارس من الرئيس الفرنسي فاليري جيسكار ديستان.
- وسام الاستحقاق من الطبقة الأولى من الملك الحسين بن طلال.
- وسام البلياد للفرنكفونية للدول الناطقة بالفرنسية.

1. ↑  "عن الوزارة". وزارة التعليم العالي والبحث العلمي. اطلع عليه بتاريخ 2024-06-04.